# يوسف عزيزي بني طرف
يوسف عزيزي بني طرف هو كاتب عربي اهوازی مستقل وأحد الشخصيات الثقافية العربية الأحوازية في إيران ، وهو أول شخصية عربية أهوازية يُنتخب في هيئة إدارة اتحاد الكتاب الإيرانيين (كانون نويسندگان إيران) التي تضم أعظم الكتاب الروائيين والشعراء والمترجمين في إيران.

## الحياة المهنية
كتب بني طرف 24 كتاب بالفارسية والعربية، كما عمل في المجال الإعلامي. وتتناول معظم كتبه مواضيع تراثية، ثقافية، اجتماعية وسياسية للشعب العربي الأهوازي.

## النشاط السياسي
تم القبض على يوسف عزيزي بعد انتفاضة أبريل 2005 وقضى 65 يوما في سجن مدينة اهواز ويوم في قطاع 2089، وهو سجن مشهور بتعذيب المحتجزين حتى الموت. وتم الإفراج عنه في 27 يونيو 2005، بكفالة تعادل 22,000 دولار أمريكي. في أغسطس 2006، تم القبض عليه مرة أخرى بعد اعطائه محاضرة في مؤتمر عقد في نقابة الصحفيين الإيرانيين ووصلت الكفالة التي طلبت للإفراج عنه إلى مليار ريال إيراني (90,000 دولار أمريكي). واتهمته الحكومة بالحديث في المحاضرة ضد نظام الحكم وقد نفى هذه التهمة.
وقد أثار نضال يوسف عزيزي الإعجاب سواء في إيران أو في العالم العربي. مؤخراً، نادى مجموعة من الأكاديمين الإيرانيين والطلاب بترشيحه لجائزة نوبل للسلام.
وقد حكمت الشعبة الـ15 في محكمة الثورة الإيرانية على الكاتب العربي الإيراني البارز يوسف عزيزي بني طرف بالسجن خمسة أعوام بتهمة تعريض الأمن القومي للخطر. وأفادت وكالة الأنباء الطلابية الإيرانية نقلا عن صالح نيكبخت محامي يوسف عزيزي أن المحكمة كانت قد وجهت إلى موكله تهمة التواطؤ للاخلال بالامن الداخلي الإيراني إبان الاضطرابات التي شهدتها مدينة الاهواز عاصمة اقليم خوزستان (أو عربستان الذي يقطنها اغلبية عربية) في أبريل 2005.
قد انطلقت في أبريل عام 2005 مظاهرات للمواطنين العرب في مدينة الاهواز احتجاجا على رسالة قيل أنها تسربت من مكتب مساعد الرئيس الإيراني السابق محمد علي ابطحي تدعو إلى العمل على تغيير التركيبة السكانية للأغلبية العربية في الإقليم ليصبحوا اقلية خلال عشرة اعوام. ولكن نفى ابطحي ان يكون قد اصدر مثل تلك التعليمات واعتبرت جهات الإيرانية الرسالة مزورة. وقال صالح نيكبخت في معرض إشارته لتلك الأحداث إن موكله قد اتهم بتحريض على تلك الاحتجاجات نافيا هذه الاتهامات الموجهة ضد يوسف عزيزي بني طرف مضيفا بأنه يعد من الصحفيين المرموقين واكد على طعنه للحكم. وفي معرض الدفاع عن موكله قال نيكبخت ان يوسف عزيزي أصدر أكثر من 25 رواية وبحوث تاريخية واجتماعية باللغتين الفارسية والعربية وأنه قد رفض مرارا الأفكار الانفصالية واللجوء إلى العنف.
وتفيد التقارير الصحفية أن الكاتب يوسف عزيزي بني طرف كان القي القبض عليه عام 2005 في اعقاب الاضطرابات التي وقعت في مدينة الأهواز وهو يسكن العاصمة الإيرانية طهران منذ اعوام. ويضيف المحامي أن موكله متهم بتضخيم وتحريف الأحداث في المناطق العربية في إيران. وقال المحامي نكبخت في مقابلة له مع قسم الفارسي بإذاعة «بي بي سي» إن المحكمة وجهت اتهامات أخرى إلى موكله من قبيل المطالبة بتدريس اللغة العربية في المدارس للعرب ولغات الأم للقوميات الإيرانية الأخرى والدعوة إلى اختيار المسؤولين المحليين من العرب في الإقليم وتعيين ائمة الجمعة من العرب أيضا.

## كتاباته
- يوسف عزيزي - الحوار المتمدن
- يوسف عزيزي - صحيفة الزمان